# Allodontina
Allodontina är ett släkte av fjärilar. Allodontina ingår i familjen tandspinnare.
Kladogram enligt Catalogue of Life:
| Allodontina | \| \| Allodontina apicalis \| \| \| \| \| \| Allodontina unicolor \| \| \| \| |
|             | \| \| Allodontina apicalis \| \| \| \| \| \| Allodontina unicolor \| \| \| \| |
|             | Allodontina apicalis                                                          |
|             |                                                                               |
|             | Allodontina unicolor                                                          |
|             |                                                                               |